# 叉肢塔克蛛
叉肢塔克蛛（学名：Takeoa nishimurai）为逸蛛科塔克蛛属的动物。分布于日本以及中国大陆的浙江等地，常见于茶园石下。该物种的模式产地在日本。